# Dusmadiores
Dusmadiores es un género de arañas cazadoras de hormigas del orden Araneae. Fue descrito por Rudy Jocqué en 1987.

## Especies
- Dusmadiores deserticola Jocqué, 2011
- Dusmadiores doubeni Jocqué, 1987
- Dusmadiores katelijnae Jocqué, 1987
- Dusmadiores laminatus Russell-Smith y Jocqué, 2015
- Dusmadiores orientalis Jocqué y van Harten, 2015
- Dusmadiores robanja Jocqué, 1987